# Chiesa di San Giovanni Battista (Aviatico)
La chiesa di San Giovanni Battista è la parrocchiale di Aviatico, in provincia e diocesi di Bergamo; fa parte del vicariato di Selvino-Serina.

## Storia
La primitiva chiesa di Aviatico venne edificata nel XIII secolo ed era dedicata alla Beata Vergine Maria. Nel 1520 questa chiesa, che nel frattempo era stata ridedicata a san Giovanni Battista, fu eretta a parrocchiale.

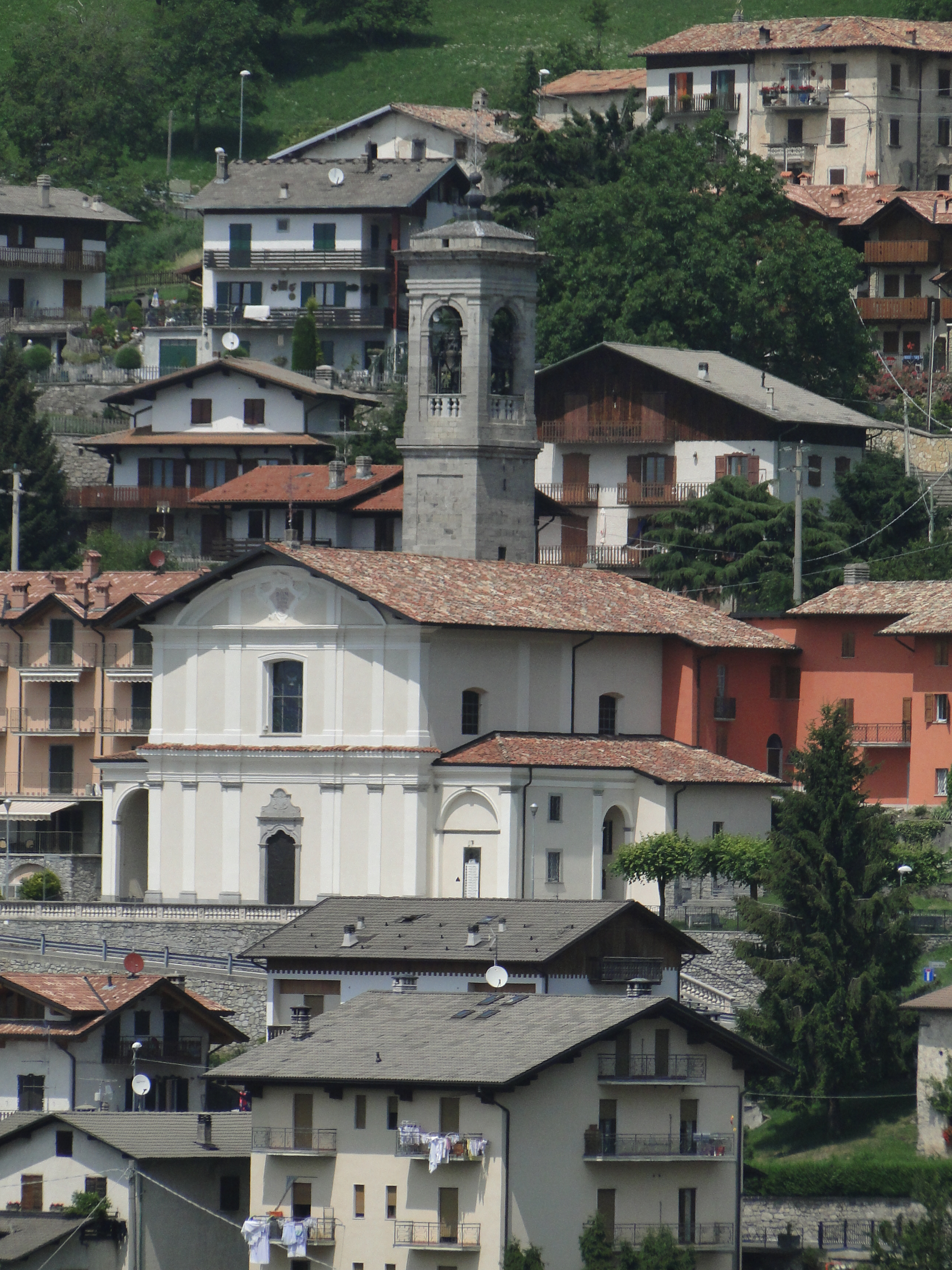
La chiesa ed il paese

 Dalla relazione della visita pastorale del 1575 dell'arcivescovo di Milano Carlo Borromeo s'apprende che la chiesa era dotata di tre altari, che i fedeli erano 203, che il reddito annuo ammontava a 30 lire e che la parrocchia era compresa nel vicariato di Dossena. 
Grazie ad un documento datato 1666 si conosce che la chiesa ospitava al suo interno quattro altari e che faceva parte della vicaria di Nembro e da uno del 1734 che era compresa nel vicariato di Costa Serina.
 L'attuale parrocchiale venne costruita tra il 1760 ed il 1775; nel 1822 fu eretto il campanile e il 16 giugno 1861 la chiesa venne consacrata dal vescovo Pier Luigi Speranza.
 Nel 1937 l'edificio fu ridipinto e nel 1965 la facciata venne ristrutturata e modificata. 
Il 28 giugno 1971 la chiesa passò alla neo-costituita zona pastorale V, per poi entrare a far parte del vicariato di Selvino-Serina il 27 maggio 1979. 
Nel 1986 alla parrocchia di Aviatico vennero aggregate quelle soppresse di Ama, Amara e Ganda e la stessa fu contestualmente ridenonimata in parrocchia dei Santi Giovanni Battista e Bernardino.